# Ерошенко, Василий Яковлевич
Васи́лий Я́ковлевич Ероше́нко (31 декабря 1889 (12 января 1890), слобода Обуховка, Старооскольский уезд, Курская губерния, Российская империя — 23 декабря 1952, там же) — эсперантист, писатель-символист, поэт, музыкант, педагог, получивший известность сочинениями на эсперанто и японском.

## Биография
Родился в семье крестьянина. Ослеп в раннем детстве после того, как в четырёхлетнем возрасте перенёс корь. В 1899—1908 годах обучался в Московской школе для слепых детей, играл в Московском оркестре слепых. Встреча с Анной Шараповой открыла для талантливого молодого человека новые перспективы. Изучив международный язык эсперанто, отправился в 1912 году в Англию, где обучался в Королевском институте слепых, а затем, в 1914 году, в Японию, где учился в Токийской школе слепых.
В Японии сблизился с рядом известных литераторов, журналистов, революционеров. В частности, его другом был японский драматург Акита Удзяку. Изучив японский язык, печатал в японских журналах свои сказки и очерки. В результате встречи с Агнес Александер заинтересовался религией бахаи и первым перевёл «Сокровенные слова» Бахауллы на эсперанто.
В 1916—1919 годах жил и работал в Сиаме, Бирме, Индии. В 1919 вернулся в Японию, откуда был выслан в 1921 году по подозрению в большевизме. Прибыл во Владивосток, однако из-за Гражданской войны не смог выехать с Дальнего Востока. В 1921—1923 годах жил и работал в Китае. Преподавал эсперанто в Пекинском университете, общался с рядом китайских писателей, теснее всего с классиком китайской литературы Лу Синем, который написал о Ерошенко очерк и переводил его произведения на китайский язык. В 1923 году приехал из Китая в Германию, участвовал в конгрессе эсперантистов в Нюрнберге. С 1924 по 1929 год — в Москве.
В 1929—1930 годах совершил путешествие на Чукотку. До 1935 год жил и работал в Нижнем Новгороде и Москве. В 1935 году основал первую в Туркмении школу для слепых близ города Мары, где провёл десять лет. В 1946—1948 годах — преподаватель Московской школы слепых детей. В 1949—1951 жил и работал в Ташкенте. В 1952 году, смертельно больной раком, возвратился в родную Обуховку, где работал над последней книгой.
Многочисленные архивы писателя в разное время и при различных обстоятельствах были уничтожены. Произведения Ерошенко, созданные в Японии и Китае и составившие ему известность в этих странах, в СССР не переводились до 1962 года. По замечанию Б. Акунина, «Василия Ерошенко на родине забыли, да в общем никогда и не знали». Посмертный сборник В. Я. Ерошенко «Сердце орла» вышел в 1962 году (Белгород: Белгородское книжное издательство, 1962), переводы его произведений выполнили В. Кунин (с китайского) и В. Чернышёв (с японского).

### На русском языке
- Встречи на Чукотке. — «Жизнь слепых». 1930, № 7- 8.
- За что борются слепые за рубежом. — «В ногу со зрячими». 1931, № 1, с. 31 — 32.
- Заграничное путешествие слепого эсперантиста В. Ерошенко (Пер. с эсперанто А. Шараповой. — «La Ondo de Esperanto». 1913, № 1, с. 7 — 10 (парал. текст на эсперанто).
- Избранное. М., 1977 (пер. с яп., кит. яз и эсперанто)
- Колыбельная. — «Жизнь слепых». 1968, № 12, с. 33 (пер. с эсп. К. Гусева)
- Любовь к людям. — «Жизнь слепых». 1968, № 12, с. 38 (пер. с эсп. К. Гусева).
- Под дубиной миллиардеров. — «В ногу со зрячими». 1932, № 3, с. 21 — 22.
- Сердце орла. Белгород, 1962 (пер. с яп., кит. яз. и эсперанто; включает воспоминания о Ерошенко).
- Странички из моей школьной жизни. — «Путь Октября», 12.XI.1961, 17.XI.1961, 19.XI.1961, 22.XI.1961 (пер. с эсп.)
- Счастливое детство. — «Жизнь слепых». 1938, № 19, с.53— 55.
- Тот, кому суждено жить. — «Белгородская правда», 11.I.1970 (пер. с эсп.)
- Трагедия цыплёнка. — «Призыв». 1968, № 1, с. 19 (пер. с кит.)
- Трехходовая шахматная задача. — «Собеседник». Вып. 2. Воронеж, 1973 (пер. с эсп.).
- Чукотская элегия. — «Собеседник». Вып. 2. Воронеж, 1973 (пер. с эсп.)
- Цветок справедливости. — «Призыв». 1968, № 1, с.16 — 18 (пер. с кит.)

### Издания переводов на украинский язык
- Василь Єрошенко. Квітка справедливості. Київ, Молодь, 1969.
- Василь Єрошенко. Казки та легенди. Київ, Видавець Карпенко, 2004, 2006

### На японском языке
- Полное собрание сочинений Ерошенко. Т. 1 — 3. Токио, 1959.
- Бирманская легенда. — «Сёнэн Курабу». 1920—1921.
- Грушевое дерево (Новые детские сказки). — «Асахи». 16 — 22.1.1921.
- День всеобщего мира. — «La Movado». 1972, № 254, с. 4 — 5; № 255, с. 6 — 7 (парал. текст на эсперанто).
- Дождь идет. — «Васэда бунгаку». 1916, № 1.
- Записки о высылке из Японии. — «Кайдзо». 1922, сентябрь.
- Кувшин мудрости. — «Сёнэн Курабу». 1920—1921.
- Мировой пожар или безумец в ночи. — «Кайхо». 1922, май.
- Мудрец-Время. — «Варэра». 1923, январь.
- Падающая башня — «La Movado». 1970—1972, № 248—252.
- Последний стон. Токио, 1921.
- Песнь предутренней зари. Токио, 1921.
- Ради человечества. Токио, 1924.
- Рассказ бумажного фонарика. — «Кибо». 1916, № 1.
- Рассказы Витомайтала (Популярные индийские легенды). — «Сёнэн Курабу». 1920—1921.
- Рассказы Ерошенко. Токио, 1970 (паралл. текст на эсперанто).
- Расточительность морского дракона. — «Варэра». 1920, октябрь.
- Самоотверженная смерть безбожника. — «Варэра». 1920, декабрь.
- Страна Радуги. — «Варэра». 1921, июль.
- Странный кот. — «Варэра». 1921, март.
- Тесная клетка. — «Кайдзо». 1921, июль.
- У болота. — «La Movado». 1972, № 264, с. 9 — 11; № 265, с. 8 — 10 (парал. текст на эсперанто).
- Цветок справедливости. — «Танэмаку хито», 1922, февраль.
- Чукотская элегия. — «La Movado». 1970, № 230, с. 5 (парал. текст на эсперанто).

### На китайском языке
- Сказки, Шанхай, 1922

### Наэсперанто
- Eroŝenko V. Ĝemo de unu soleca animo. Ŝanĥajo, 1923. Enkonduko de Hujucz.

### На английском языке
- Vasily Eroshenko. The Narrow Cage and Other Modern Fairy Tales (англ.). — Columbia University Press, 2023. — 304 p. — ISBN 9780231207683.

## Память о Ерошенко
Судьбе Ерошенко посвящены художественно-документальная повесть А. Харьковского «Человек, увидевший мир» (1978); книги Эдуарда Пашнева «Солнце — его поводырь» (1971), Надежды Гордиенко-Андриановой «Запалив я у серці вогонь» (1973, 1977), А. Поляковского «Слепой пилигрим» (2000).
Родной дом семьи Ерошенко перевезён в Старый Оскол (№ 98 на улице 8 Марта). Поскольку нынешние жильцы продавать дом отказались, власти Обуховки построили в родном селе писателя точную копию, где с 1990 года размещается литературно-мемориальный музей Ерошенко.
Его именем названа улица в северо-восточной части города Старый Оскол.